# Wriggen

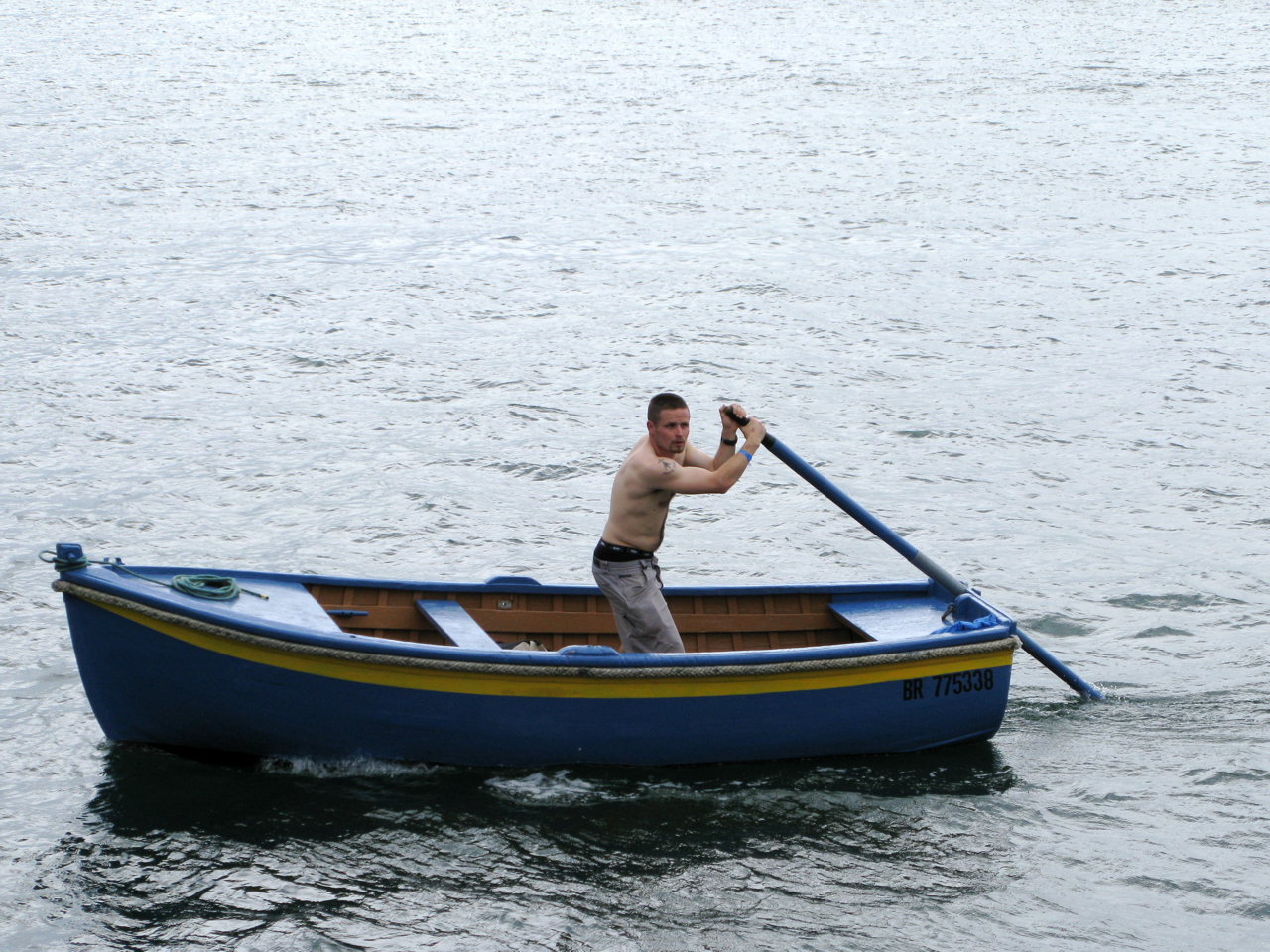
Gewriggtes Boot bei Brest, Bretagne

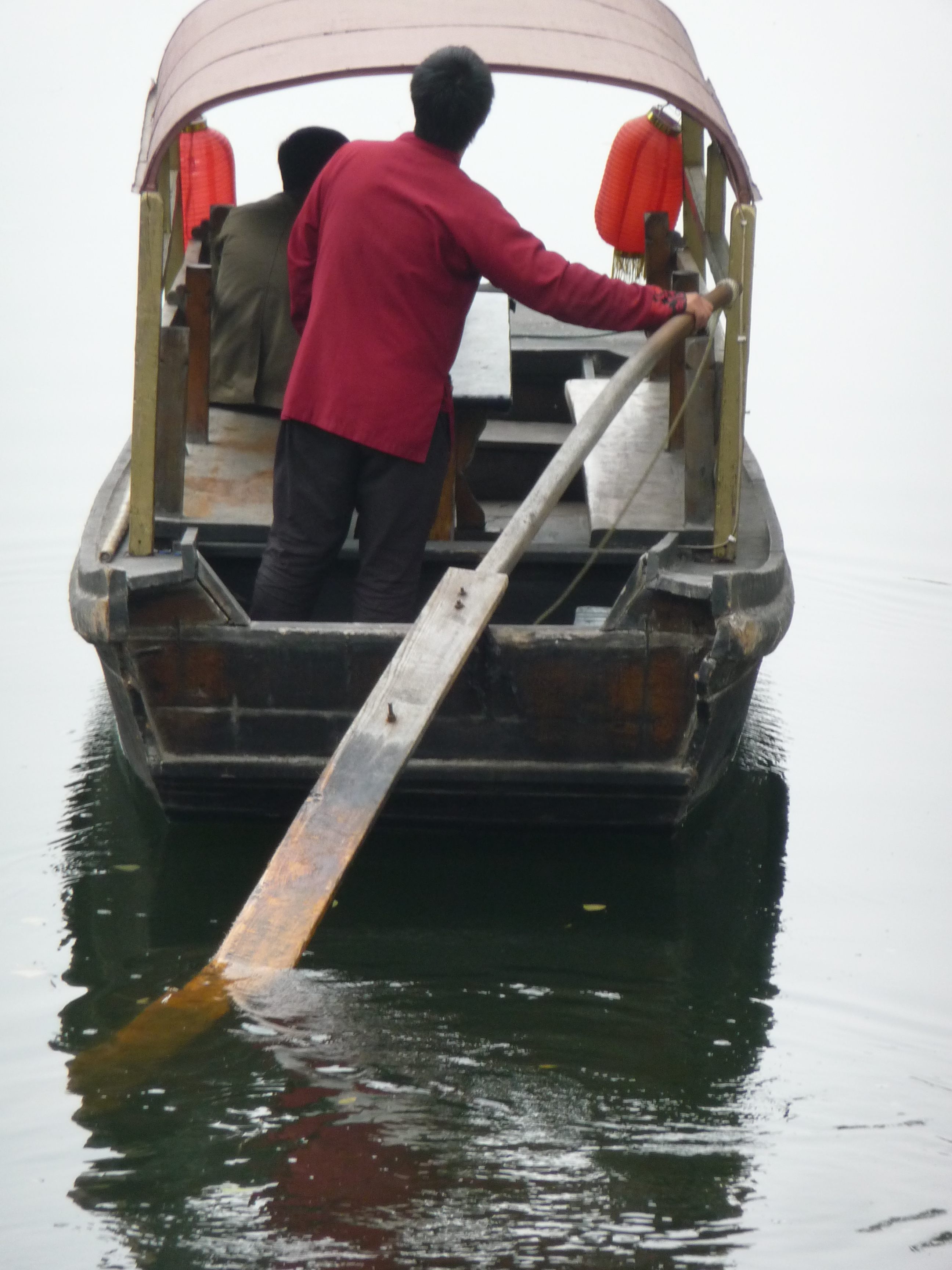
Yáolǔ (摇艣) eines Sampans in Peking

Wriggen (auch wricken, wriggeln) ist das Fortbewegen eines Bootes mittels nur eines, mittig nach hinten gerichteten Ruders (Riemens). Dieses wird seitlich hin- und herbewegt, wobei es bei der  Bewegungsumkehr jeweils etwa 90° um seine Längsachse  gedreht wird.
Darüber hinaus bezeichnet man auf Segelbooten auch das bloße Hin- und Herbewegen des Ruderblattes (ohne Drehung) zum Zweck des Vortriebs als Wriggen.

## Wriggen im engeren Sinne (mit Drehung)

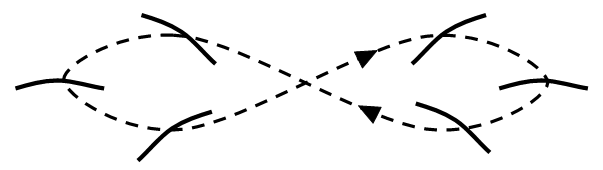
Liegende „Acht“: Bewegung des Paddels bzw. des Riemens beim Wriggen, relativ zum Boot

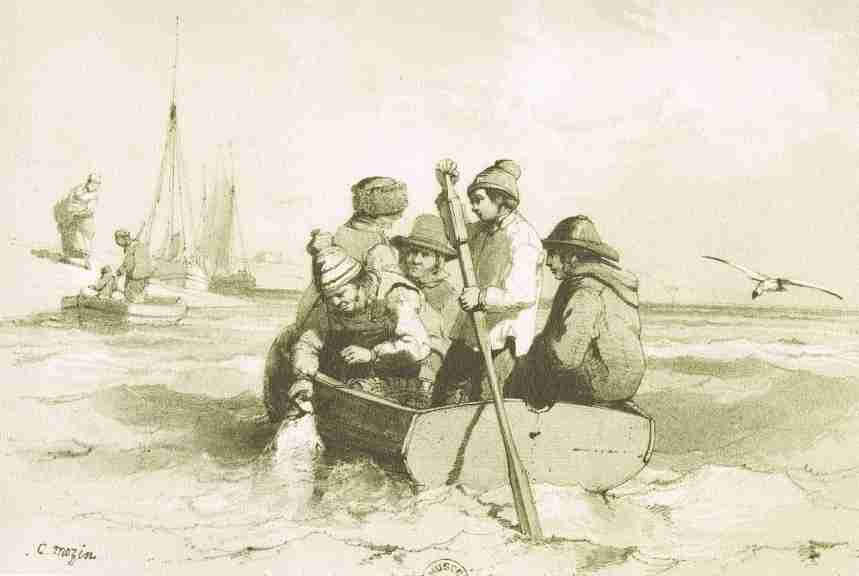
Der aus dem Wriggloch gezogene Wriggriemen kann bei geringer Wassertiefe auch zum Staken benutzt werden (Stich von Charles Mozin)

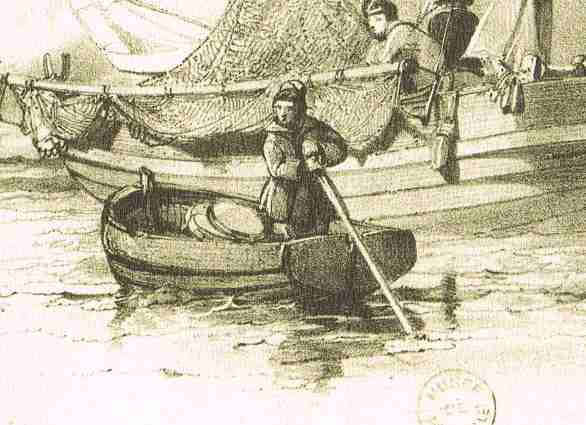
Wriggen im 19. Jhd. (Detail eines Stichs von Charles Mozin)

Der Riemen wird hierbei achtern (am Heck) in eine Dolle (Zepter) oder ein Wriggloch eingehängt. Das Riemenblatt beschreibt bei der richtigen Bewegung und Haltung die Form einer liegenden Acht. Während der achtförmigen Bewegung wird ständig ein Vorschub quer zur „Acht“ erreicht.
Die Technik des Wriggens ähnelt der Fortbewegungstechnik einer venezianischen Gondel mit dem Unterschied, dass beim Wriggen der Riemen achteraus gerichtet ist, wohingegen der Riemen der Gondel seitlich schräg ins Wasser getaucht und der einseitige Vortrieb durch die asymmetrische Bauweise des Bootskörpers ausgeglichen wird.
Den üblichen Antrieb bildet das Wriggen auf Wriggbooten. Aber auch kleine Segel- oder Motorboote können gewriggt werden, sinnvoll zum Beispiel bei Flaute oder Motorausfall. Bei Kanus wird das Wriggen mit dem Paddel zum Stützen und zur Seitwärtsbewegung des Bootes verwandt.
Seit dem Jahr 2000 wird an der bretonischen Küste zwischen der Insel Molène und Lampaul-Plouarzel eine Wriggregatta ausgerichtet. Die schnellsten Mannschaften, deren Mitglieder sich dann etwa alle drei Minuten beim Wriggen abwechseln, legen die ungefähr 8 Seemeilen lange Strecke in zweieinhalb Stunden zurück, was einer Geschwindigkeit von über 3 Knoten entspricht.

## Wriggen durch Hin- und Herbewegung
Ebenfalls als Wriggen bezeichnet wird auf kleinen Segelbooten das bloße Hin- und Herbewegen des Ruderblattes (ohne Drehung) zum Zwecke des Vortriebs. Da das Ruderblatt im Ruderschaft befestigt ist, kann damit keine „Acht“ beschrieben werden, sondern lediglich ein Teilkreis ähnlich der Bewegung eines Scheibenwischers. Der durch die kräftig ausgeführte Bewegung erzeugte Vortrieb ist in der Regel schwächer als der entsprechende Vortrieb durch Wriggen im engeren Sinne; er wird in der Praxis oft noch durch rhythmisches Schaukeln des Bootsrumpfes um die Längsachse (vgl. Rollen) unterstützt.